# Домаћи услужни дух
У неким крајевима Балкана постојало је веровање у необично створење које се називало услужни или кућни дух.
Негде се овај дух звао и малић, мацић, домаћи, шкрат, а понегде шпиритус.
И други народи знају за услужног духа. У Немачкој га називају коболд, у Енглеској гуд фелоу, Шведској спирит, а у Русији домовој.

## Изглед
Услужни дух је сасвим малог раста. Негде кажу да је величине палца, а негде да може да нарасте до висине малог детета. По описима наводних очевидаца, он има људски лик.
Може да има дугу коврџаву браду или да има лице детета. Обучен је у чакшире, а на глави обавезно носи црвену капицу.

## Место обитавања
Најчешће обитава у оџаку, под столом или испод каквог суда и кухињи.

## Начин да се дође до услужног духа
Нема свака кућа услужног патуљка, до њега уопште није лако доћи.
Два су начина да се добије услужни дух.
Један је да се купи у апотеци.
Наиме некада су се разне магије куповале у апотекама, па је тако понегде могао да се купи и услужни дух, и то уредно спакован у флаши.
Када би пазарио флашицу, власник није смео да се осврће за собом, јер би се тада дух заувек изгубио.
Број апотека које су у свом асортману имале услужног духа био је веома мали, па је постојао и други начин да се до овог ђаволка дође.
Требало се само домоћи јајета које је снео деветогодишњи петао или кокошка која је почела да кукуриче.
Такво јаје човек је морао да носи под левим пазухом четрдесет дана, да седи иза пећи, не шиша се и не брије.
На крају би се из овог јајета излегао црвенокапи дух.

## Особине
Овај кућни патуљак био је у стању да испуни сваку жељу свом господару, чини му разне услуге и створи све што би овај замислио.
Дух је био мобилан: дозвољавао је да га власник носи са собом у џепу кад некуд крене.
За услуге које је чинио, кућни ђаволак је од свог власник тражио да га храни, остављајући му редовно храну испод стола, да га пази и угађа му.
У супротном, човек би се нашао на великој муци.
Уколико би власник био нехајан према кућном духу, он би се одметнуо од њега.
Тада би се од пријатеља и доброчинитеља преобразио у опасног и опаког непријатеља који је гледао да свог бившег власника на сваки начин упропасти.

## Уништавање
Проблем је био у томе што се услужног духа уопште није лако отарасити, јер је овај кућни ђаволак скоро неуништив.
Једини начин да се уништи био је да се потопи у врело уље, што није било нимало лако.
Зато се препоручивао велики опрез у, иначе уносним, пословима са овим створењем.